# فرانك ميل
فرانك ميل (بالألمانية: Frank Mill) (23 يوليو 1958 - 5 أغسطس 2025)، هو لاعب كرة قدم ألماني، لعب مع منتخب ألمانيا لكرة القدم، فاز مع منتخب بلده بكأس العالم 1990.

## مسيرته الكروية
لعب فرانك ميل خلال مسيرته الاحترافية مع 4 أندية في عشرون موسمًا وسجل خلالها 210 هدف ضمن 544 مباراة. حيث فاز في موسم واحد بالكأس ولم يفز بأي دوري.
خاض فرانك ميل مسيرته مع نادي روت فايس إيسن في موسم 1976–77 ليلعب معه خمسة مواسم، مشاركًا في 149 مباراة سجل خلالها 85 هدفًا. ثم انتقل إلى نادي بوروسيا مونشنغلادباخ في موسم 1981–82 ليلعب معه خمسة مواسم، حيث شارك في 153 مباراة سجل خلالها 71 هدفًا. لينتقل بعدها إلى نادي بوروسيا دورتموند للفورميلا في موسم 1986–87 ليلعب معه ثمانية مواسم، مشاركًا في 187 مباراة سجل خلالها 47 هدفًا. ثم انتقل إلى نادي فورتونا دوسلدورف في موسم 1994–95 ولمدة موسمين، مشاركًا في 55 مباراة سجل خلالها 7 أهداف.

## روابط خارجية
- فرانك ميل على موقع الاتحاد الدولي (مؤرشف)  (الإنجليزية)
- فرانك ميل على موقع قاعدة بيانات كرة القدم.إي يو (الإنجليزية)
- فرانك ميل على موقع بيانات كرة القدم. دي إي (الألمانية)
- فرانك ميل على موقع ناشيونال فوتبول تيمز (الإنجليزية)
- فرانك ميل على موقع عالم كرة القدم.نت (الإنجليزية)
- فرانك ميل على موقع أوليمبيديا (الإنجليزية)